# Lilium rubellum
Lilium rubellum là một loài thực vật có hoa trong họ Liliaceae. Loài này được Baker mô tả khoa học đầu tiên năm 1898.